# 황보예
황보예(1988년 3월 2일 ~ )는 대한민국의 배우로 2008년에 데뷔하였다.

## 학력
- 동덕여자대학교 방송연예과 졸업
- 동국대학교 일반대학원 연극학과 석사

## 출연작

### 텔레비전
- 다시다 CF
- 프로스펙스 CF
- LG 기업광고 외 다수

### 모델
- 2012 중국 XIUXIU 전속모델
- 2013 HUM 전속모델

### 공연
- 한 여름밤의 꿈
- 뮤지컬 넌센스 잼보리
- 뮤지컬 맘마미아